# Brennivín
Brennivín es una bebida alcohólica típica de Islandia, donde es considerada una bebida nacional. Está elaborada con la pulpa de la patata fermentada, y está aromatizada con comino, semillas de alcaravea o angelica. Se denomina de forma popular como la “muerte negra”. Suele acompañar en pequeños vasos a la ingesta de platos tradicionales en Islandia como el hákarl (tiburón fermentado). La traducción de Brennivín al castellano es 'vino ardiente'. A pesar de los fuertes impuestos que hay sobre las bebidas alchólicas, el brennivín es relativamente barato.

## Características
La bebida posee un sabor fuerte y un contenido alcohólico relativamente alto: 37,5%. En Islandia ninguna bebida alcohólica puede ser adquirida en supermercados, sólo en establecimientos especializados que controla el gobierno, establecimientos Vínbúð.

## Historia
La primera vez que salió al mercado, en el año 1935 tras la prohibición islandesa de venta de alcohol, lo hizo con la etiqueta negra como manera de volverlo poco atractivo para el consumo y limitar así su demanda. La medida no resultó efectiva y hoy muestra igualmente una etiqueta negra como marca característica.